# 1478 en Angleterre
Chronologie de l'Angleterre
- 1474
- 1475
- 1476
- 1477
- 1478
- 1479
- 1480
- 1481
- 1482

Cette page concerne l'année 1478 du calendrier julien.

## Naissances en 1478
- 3 février : Edward Stafford, 3e duc de Buckingham
- 7 février : Thomas More, philosophe et humaniste
- Date inconnue :
  - Thomas Ashwell, compositeur
  - William Blount, 4e baron Mountjoy (en)
  - Robert Constable, noble et rebelle
  - Edmund Howard, noble
  - William de la Pole, noble
  - Edward Powell, théologien
  - Anthony Ughtred, gouverneur de Jersey

## Décès en 1478
- 18 février : 
  - Georges Plantagenêt, 1er duc de Clarence
  - William Stourton, 2e baron Stourton (en)
- 5 avril : John Booth, évêque d'Exeter
- 9 avril : Robert Clifton, chevalier
- 12 avril : John Say, speaker de la Chambre des communes
- 4 août : William Grey, évêque d'Ely
- 20 septembre : John Long de Draycot Cerne, member of Parliament pour Cricklade
- 22 septembre : Richard FitzWilliam (de), chevalier
- 26 décembre : John Pilkington, chevalier
- Date inconnue :
  - Thomas Cooke, lord-maire de Londres
  - Edward Grimston, diplomate
  - John Hopton, propriétaire terrien
  - Walter Reynell, member of Parliament pour le Devon